# District de Humenné
Le district de Humenné est l'un des 79 districts de Slovaquie dans la région de Prešov.

## Démographie

### Évolution de la population
| Année:               | 1994.  | 2004.   | 2014.   | 2024.   |
| -------------------- | ------ | ------- | ------- | ------- |
| Nombre de personnes: | 64 629 | 64 620  | 63 614  | 58 257  |
| Différence:          |        | -0,01 % | -1,55 % | -8,42 % |

| Année:               | 2023.  | 2024.   |
| -------------------- | ------ | ------- |
| Nombre de personnes: | 58 688 | 58 257  |
| Différence:          |        | -0,73 % |

## Liste des communes
Source :

### Villes
- Humenné

### Villages
Adidovce | Baškovce | Brekov | Brestov | Černina | Dedačov | Gruzovce | Hankovce | Hažín nad Cirochou | Hrabovec nad Laborcom | Hrubov | Hudcovce | Chlmec | Jabloň | Jankovce | Jasenov | Kamenica nad Cirochou | Kamienka | Karná | Kochanovce | Košarovce | Koškovce | Lackovce | Lieskovec | Ľubiša | Lukačovce | Maškovce | Modra nad Cirochou | Myslina | Nechválova Polianka | Nižná Jablonka | Nižná Sitnica | Nižné Ladičkovce | Ohradzany | Pakostov | Papín | Porúbka | Prituľany | Ptičie | Rohožník | Rokytov pri Humennom | Rovné | Ruská Kajňa | Ruská Poruba | Slovenská Volová | Slovenské Krivé | Sopkovce | Topoľovka | Turcovce | Udavské | Valaškovce | Veľopolie | Víťazovce | Vyšná Jablonka | Vyšná Sitnica | Vyšné Ladičkovce | Vyšný Hrušov | Závada | Závadka | Zbudské Dlhé | Zubné